# Andarum jezik
Andarum jezik (ISO 639-3: aod), jedan od četiri tanggu jezika, šire skupine ramu, ramu-donjosepička porodica, kojim govori 1 080 ljudi (Wurm and Hattori 1981) u Papua novogvinejskoj provinciji Madang. 
Prema ranijoj klasifikaciji pripadao je jezicima Ataitan (danas preimenovana u tanggu) i široj skupini goam koja je obuhvaćala i 7 tamolan jezika, od kojih je itutang (mzu) izgubio status i priključen inapangu [mzu] kao njegov dijalekt.
Srodan je jeziku kanggape [igm]. Pripadnici etničke grupe zovu se Andarum.

## Vanjske poveznice
- Ethnologue (14th)
- Ethnologue (15th)
- The Andarum Language